# Little Moreton Hall

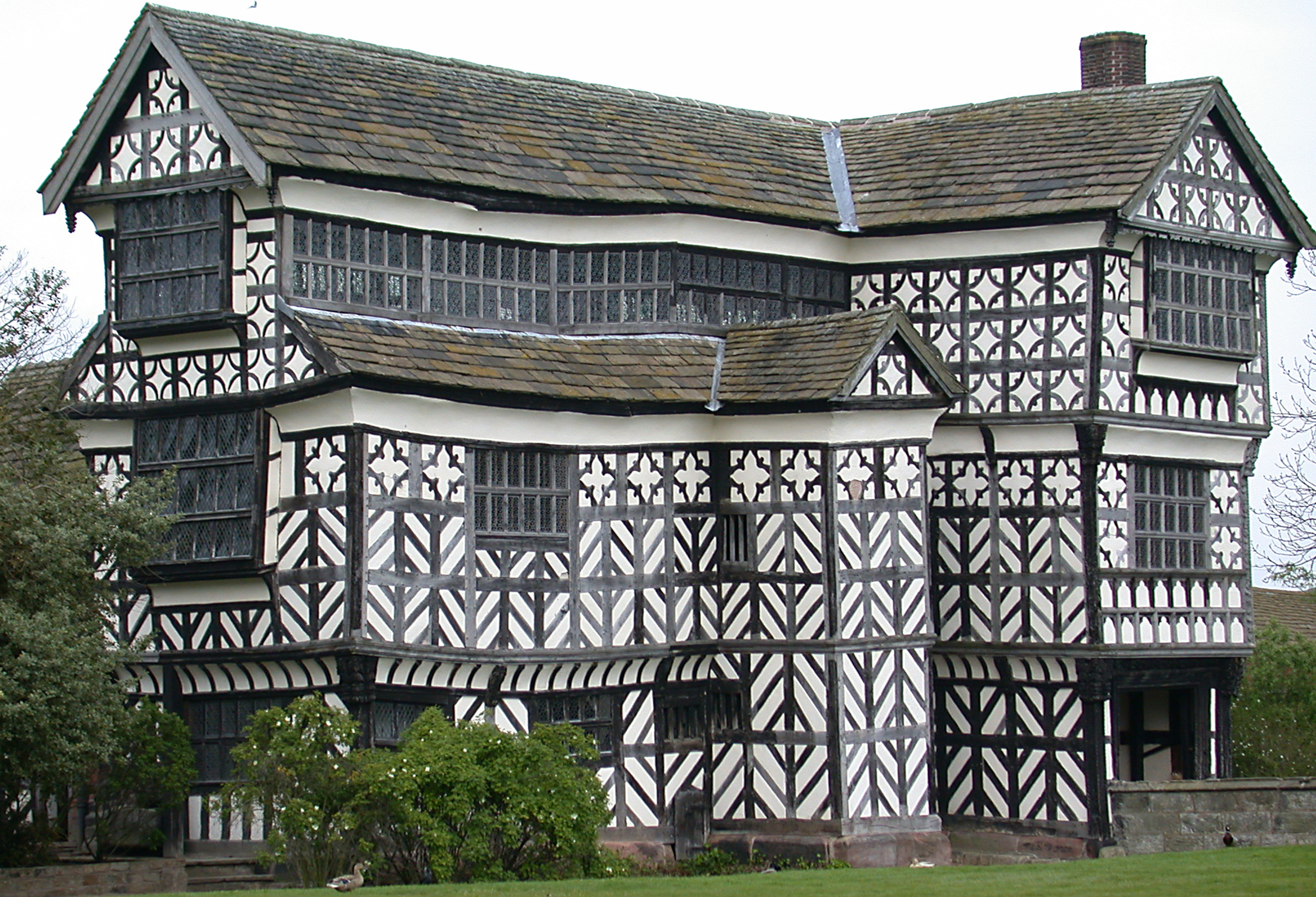
Little Moreton Hall.

Little Moreton Hall es una casa de madera del siglo XV. Está situada a 6,4 km de Congleton, en el condado de Cheshire, Inglaterra. Fue construida por el terrateniente Sir Richard de Moreton en torno a 1450. Sus descendientes fueron ampliando la vivienda hasta 1580. El edificio tiene una forma muy irregular, con fachadas asimétricas. En la actualidad, es un museo abierto al público desde el mes de marzo hasta diciembre.